# Mystroxylon aethiopicum
Mystroxylon aethiopicum är en benvedsväxtart. Mystroxylon aethiopicum ingår i släktet Mystroxylon och familjen Celastraceae.

## Underarter
Arten delas in i följande underarter:
- M. a. aethiopicum
- M. a. schlechteri